# 흥경공주
흥경공주(興慶公主, ? ~ 1176년)는 고려의 왕족이다. 예종과 순덕왕후(문경왕태후)의 차녀이다. 흥경궁주(興慶宮主)라고도 한다.

## 생애

### 가계
고려의 제16대 왕 예종과 예종의 제2비 순덕왕후의 차녀이며, 성은 왕, 본관은 개성이다. 생년은 명확하지 않다. 다만 흥경공주의 언니 승덕공주에 대해 인종의 동생으로 칭하는 기록이 있는 것으로 보아, 흥경공주 역시 인종이 태어난 1109년 이후에 태어난 것으로 보인다. 인종의 친동생이자 승덕공주의 친동생이며, 의종과 명종, 신종 등의 고모이다.
흥경공주의 모후 순덕왕후는 문종 때 세 명의 왕비를 배출한 인천 이씨 이자연의 손자 이자겸의 차녀이다. 이자겸은 인종 즉위 후 엄청난 권력을 누렸고, 심지어 자신의 외손자와 자신의 딸을 결혼시키는 일을 벌이기도 하였다.

### 공주 시절
원래 흥경궁주(興慶宮主)로 불리다가, 1124년(인종 2년) 음력 10월 9일 정식으로 공주에 책봉되어 흥경공주(興慶公主)가 되었다. 이후 그녀는 종실인 안평공 왕경과 혼인하였으며, 1176년(명종 6년) 사망하였다.

## 가족 관계
흥경공주는 종실 안평공 왕경과 혼인하였다. 왕경은 문종의 아들 조선공 왕도의 손자로, 아버지는 조선공의 차남 광평공 왕원이며, 어머니는 숙종의 딸 안수궁주이다. 공주와 안평공은 친계로 6촌이자 4촌간으로, 근친혼의 한 사례이다. 왕경은 처음에는 평안백에 봉해졌다가 후에 안평공으로 진봉되었다. 안평공은 성격이 조용하고 학문과 경전을 좋아하였으며, 서화 또한 잘 했다고 한다. 공주가 죽고 그 이듬해인 1177년(명종 7년) 향년 61세를 일기로 죽었다.
- 부왕 : 고려 제16대 예종(睿宗, 1079~1122, 재위:1105~1122)
- 모후 : 예종 제2비 순덕왕후(順德王后, ?~1118)
  - 오빠 : 고려 제17대 인종(仁宗, 1109~1146, 재위:1122~1146)
    - 조카 : 고려 제18대 의종(毅宗, 1127~1173, 재위:1146~1170)
    - 조카 : 고려 제19대 명종(明宗, 1131~1202, 재위:1170~1197)
    - 조카 : 고려 제20대 신종(神宗, 1144~1204, 재위:1197~1204)

  - 언니 : 승덕공주(承德公主, 생몰년 미상)
- 시아버지, 고모부 : 광평공 왕원(廣平公 王源, 1083~1170)
- 시어머니, 고모 : 안수궁주(安壽宮主, 생몰년 미상)
  - 남편 : 안평공 왕경(安平公 王璥, 1117~1177)
- 이모, 올케 : 인종 제1비 폐비 이씨(廢妃 李氏, ?~1139)
- 이모, 올케 : 인종 제2비 폐비 이씨(廢妃 李氏, ?~1195)